# Dar'ja Svatkovskaja
Dar'ja Dmitrievna Svatkovskaja (in russo Дарья Дмитриевна Сватковская?; Mosca, 4 dicembre 1996) è un'ex ginnasta russa.

## Carriera

### Junior
Daria inizia a gareggiare in gare internazionali nel 2010. Alla Junior World Cup di Pesaro vince l'oro alla fune e il bronzo alla palla. Al Torneo Internazionale di Schmiden invece vince cinque ori: all-around, fune, cerchio, palla e clavette. All'Aeon Cup di Tokyo vince l'oro all-around.
Nel 2011 entra a far parte della squadra nazionale juniores, con la quale partecipa ai Campionati europei di ginnastica ritmica juniores di Minsk, dove vince un oro alle 5 funi e un argento nell'all-around.

### Senior
Nel 2012 partecipa al Grand Prix di Mosca (dove vince il bronzo nell'all-around, l'argento al cerchio e l'oro al nastro) e al Torneo Internazionale di Schmiden. Al Grand Prix di Thiais vince due argenti: all-around e cerchio.
Nel 2013 partecipa alla Irina Deleanu Cup in Romania, dove vince il bronzo all-around dietro ad Alina Maksymenko, l'oro alle clavette e al nastro e il bronzo alla palla. Alla World Cup di Pesaro vince il bronzo all-around. Alla World Cup di Minsk arriva seconda dietro a Melicina Stanjuta, prima al cerchio, seconda alla palla, terza al nastro. Partecipa ai Campionati europei di ginnastica ritmica di Vienna, dove vince l'oro nella gara a team (con Jana Kudrjavceva e Margarita Mamun) e al cerchio. Per via di un infortunio alla caviglia non riesce a partecipare all'ultima Coppa del Mondo, e torna a gareggiare al Grand Prix di Brno, dove arriva seconda dietro a Melicina Stanjuta, prima a cerchio e clavette, seconda alla palla e ottava al nastro. Al Grand Prix di Berlino arriva quarta dietro a Silvija Miteva, prima alle clavette e sesta al nastro.
Svatkovskaja passa buona parte del 2014 fuori dalle competizioni per via di alcuni infortuni. Nell'Agosto di quell'anno, quindi, annuncia il suo ritiro per via di un infortunio alla schiena.

## Vita privata
Svatkovskaja è la figlia Oksana Skaldina, bronzo olimpico di ginnastica ritmica del 1992, e di Dmitrij Svatkovskij, oro olimpico di pentathlon moderno del 2000.

## Palmarès

### Campionati europei
| Anno | Città  | Risultato | Specialità |
| ---- | ------ | --------- | ---------- |
| 2013 | Vienna | Oro       | Cerchio    |
| 2013 | Vienna | Oro       | Team       |

### Campionati europei juniores
| Anno | Città | Risultato | Specialità |
| ---- | ----- | --------- | ---------- |
| 2011 | Minsk | Argento   | All-Around |
| 2011 | Minsk | Oro       | 5 funi     |

### Coppa del mondo
| Anno | Città    | Risultato | Specialità |
| ---- | -------- | --------- | ---------- |
| 2013 | Bucarest | Bronzo    | All-Around |
| 2013 | Bucarest | Oro       | Cerchio    |
| 2013 | Bucarest | Bronzo    | Palla      |
| 2013 | Bucarest | Oro       | Clavette   |
| 2013 | Bucarest | Oro       | Nastro     |
| 2013 | Pesaro   | Bronzo    | All-Around |
| 2013 | Pesaro   | Oro       | Cerchio    |
| 2013 | Pesaro   | Argento   | Natsro     |
| 2013 | Minsk    | Argento   | All-Around |
| 2013 | Minsk    | Oro       | Palla      |
| 2013 | Minsk    | Bronzo    | Nastro     |